# 叶里克·阿桑巴耶夫
叶里克·马格祖莫维奇·阿桑巴耶夫（羅馬化：Erık Mağzūmūly Asanbaev；1936年3月10日—2004年8月23日），哈萨克族，苏联党和国家领导人，哈萨克斯坦政治人物。曾任哈萨克苏维埃社会主义共和国最高苏维埃主席，哈萨克苏维埃社会主义共和国副总统，哈萨克斯坦副总统，驻德国特命全权大使等职务。经济学博士。

## 生平
- 1936年3月10日出生于哈萨克自治苏维埃社会主义共和国科斯塔奈州Amangeldy区第2村，属中玉兹阿尔浑部。
- 1954年-1958年，哈萨克国立基洛夫大学经济系学习。
- 1959年-1960年，哈萨克国立基洛夫大学经济系教师。
- 1960年-1963年，莫斯科金融学院研究生院学习。
- 1963年-1973年，哈萨克苏维埃社会主义共和国国家计委经济研究所财务计划与部门平衡处处长。1967年加入苏联共产党。
- 1973年-1975年，哈萨克苏维埃社会主义共和国财政部工作。
- 1975年-1986年，哈萨克苏维埃社会主义共和国部长会议和哈共中央委员会机构工作。1978年获经济学博士学位。
- 1986年-1988年，哈共中央委员会部长。
- 1988年-1989年，哈萨克苏维埃社会主义共和国部长会议副主席。
- 1989年-1990年4月，哈共中央书记处书记。
- 1990年4月-1991年10月，哈萨克苏维埃社会主义共和国最高苏维埃主席。
- 1991年10月-12月，哈萨克苏维埃社会主义共和国副总统。
- 1991年12月-1996年2月，哈萨克斯坦副总统。1993年6月起，哈萨克斯坦国家安全委员会成员。
- 1996年2月-2000年7月，哈萨克斯坦驻德国特命全权大使。
- 2004年8月23日于阿拉木图逝世，享年68岁。葬于阿拉木图峡谷公墓。

阿桑巴耶夫是苏共27大代表，第27届中央委员；苏联人民代表，第10-12届哈萨克苏维埃社会主义共和国最高苏维埃代表。

## 荣誉
- 荣誉勋章 (苏联)
- 哈萨克斯坦祖国勋章
- 哈萨克斯坦豹子勋章